# Servitut
Servitut är ett juridiskt begrepp för den rätt en fastighet har att på visst sätt nyttja en annan fastighet.
I romersk rätt förekom så kallade personalservitut, det vill säga servitut vilka är knutna till viss person som en rätt till något. Det förekommer också i åtskilliga moderna rättssystem, såsom i det danska och det norska rättssystemet som (oförytterliga) rättigheter för viss person att på givet sätt begagna en sak eller en fastighet. Denna typ av servitut betecknas som personalservitut.

## Servitut i svensk lag
I svenskt lagspråk (Lag om servitut 14 juni 1907) återgavs servitut som "besvär och last", som lagts å fastighet "till förmån för annan fastighet eller ock för grufva"; även till förmån för en gruvas innehavare medges nämligen servitut.
I svensk rätt är förmånen av servitutet knutet till en viss fastighet. Däremot är i Sverige de så kallade personalservituten okända. 
Servitut kan skapas på tre sätt:
- Skriftliga avtal enligt bestämmelser i 14 kap Jordabalken.[1]
- Lantmäteriförrättning enligt fastighetsbildningslagen.[2]
- Expropriation enligt expropriationslagen.[3]

Tidigare kunde servitut skapas genom laga skifte å ägorna till ett byalag eller genom ägostyckning av ett hemmans jord. De kan också ha urminnes hävd som grund för sin uppkomst och fortlevnad. 
Som allmänna förutsättningar gäller:
1. Dess utövande innebär verkligt gagn för den berättigade med hänsyn till hans fastighet, inte blott för hans subjektiva intressen.
2. Grannskapsförhållande mellan de två fastigheterna.
3. Viss varaktighet i hela rättsförhållandet, vilket sålunda inte får byggas på någon blott tillfälligt bestående anordning (till exempel en rörledning).

Den fastighet, till vars förmån ett servitut skapats, kallas den härskande fastigheten (praedium dominans), och den, på vilken servitutet lagts, den tjänande fastigheten (praedium serviens). Inskrivningar av avtalsrätt, nyttjanderätt och avkomsträtt som beviljats före 1 juli 1968 togs bort från Lantmäteriets fastighetsregister vid årsskiftet 2018–2019 om ingen hade begärt förnyelse
Servitutet upphörde inte att gälla men kan medföra att den nya ägaren efter en försäljning eller arv av fastigheten får svårare att hävda sin rätt till servitutet om inskrivningen inte finns kvar i registret.

### Avtalsservitut
Avtalsservitut regleras i 14 kap Jordabalken.
Avtalsservitut får avse endast ändamål som är av stadigvarande betydelse för den härskande fastigheten och får icke förenas med skyldighet för ägaren av den tjänande fastigheten att fullgöra annat än underhåll av väg, byggnad eller annan anläggning som avses med servitutet. Avtalsservitut kan registreras i fastighetsregistret så att de sedan framgår av till exempel gravationsbevis.
Om rättigheterna inte främjar en ändamålsenlig användning av fastigheten som sådan utan avser att tjäna andras användning ska servitut inte godtas utan avtalet är ogiltigt.
Exempel på servitut som ogillats:
- Dåvarande Kinda kommuns rätt som ägare av en fastighet att – enligt ett som servitutsavtal betecknat avtal – få nyttja en grannfastighet för badning, solning, parkering av bil och simskoleverksamhet samt att för handikappändamål fritt få nyttja handikappstigar och handikappfiskeplats har ogillats enligt NJA 1997 s 307.[8]
- Upplåtelse av rätt att för träning och motion av travhästar använda ett område av en fastighet har i visst fall ansetts utgöra ett sådant totalt ianspråktagande av området att den inte bör tillåtas som servitut enligt NJA 1996 s. 776.[9]

Avtalsservitut kan vara mångskiftande, till exempel:
- Rätt att nyttja väg.
- Leda vatten till eller från den härskande fastigheten.
- Dra kraftledningar.
- Löv-, torv-, sand- eller lertäkt.
- Begagna grannes grundmur eller byggnadsmur.
- Fri utsikt.
- Frihet från eldfarlig anläggning.
- Frihet från grannes användande som annat än som villatomt ("villaservitut") med mera.

I de tre sista exemplen föreligger så kallade negativa servitut (ägaren av den tjänande fastigheten måste underlåta visst begagnande av den); i de övriga exemplen är åter servituten positiva (innehavaren av den härskande fastigheten får positivt begagna den tjänande fastigheten).
Servitut får upplåtas till förmån även för gruvegendom.
Servitut är förenat med äganderätten till den härskande fastigheten och får ej överlåtas särskilt.
Servitut upplåtes skriftligen av den tjänande fastighetens ägare. I upplåtelsehandlingen ska anges den härskande och den tjänande fastigheten samt ändamålet med upplåtelsen. Upplåtelse som icke uppfyller dessa föreskrifter har ej verkan som upplåtelse av servitut. Servitut kan alltså inte upplåtas muntligen.
Om ägaren till den härskande fastigheten allvarligt överskridit servitutsrätten och han inte vidtar rättelse, har den tjänande fastighetens ägare rätt att häva servitutet och att erhålla ersättning för skada, om försummelsen icke är av ringa betydelse.

### Officialservitut
Officialservitut är servitut tillkomna vid en lantmäteriförrättning.
Enligt 7 kap 1 § fastighetsbildningslagen måste servitut som bildas genom fastighetsreglering vara av väsentlig betydelse för fastighets ändamålsenliga användning.
Servitutet får inte innefatta skyldighet för ägaren till den tjänande fastigheten att underhålla väg, byggnad eller annan anläggning som avses med servitutet. Servitut får ej bildas för viss tid eller göras beroende av villkor.
Genom fastighetsreglering kan tidigare servitut upphävas vilket framgår av NJA s 773 i vilket mål jaktservitut ansetts inte längre behövas.

### Servitut genom expropriation
Fastighet, som tillhör annan än staten, får tas i anspråk genom expropriation med äganderätt, nyttjanderätt eller servitutsrätt.
Ägaren till tjänande fastighet kan erhålla ersättning för skada och minskning av värde på fastigheten.

## Fotnoter
1. 1 2  14 kap. Jordabalken (1970:994)
2. ↑  Fastighetsbildningslagen (1970:988)
3. ↑  Expropriationslagen (1972:719)
4. ↑  14 kap. 1 § Jordabalken (1970:994)
5. ↑  1–2 §§ Lagen (2013:488) om förnyelse av vissa inskrivningar i fastighetsregistret.
6. ↑  Ekot kl 10:00 Sveriges Radio den 25 oktober 2015.
7. ↑  14 kap. 1 § 2 stycket Jordabalken (1970:994)
8. ↑  NJA 1997 s. 307
9. ↑  NJA 1996 s. 776
10. ↑  14 kap. 2 § Jordabalken (1970:994)
11. ↑  14 kap. 3 § Jordabalken (1970:994)
12. ↑  14 kap. 5 § Jordabalken (1970:994)
13. ↑  14 kap. 8 § Jordabalken (1970:994)
14. ↑  7 kap. 1 § Fastighetsbildningslagen (1970:988)
15. ↑  7 kap. 1 § 2 stycket Fastighetsbildningslagen (1970:988)
16. ↑  NJA 1981 s. 733
17. ↑  1 kap. 1 § Expropriationslagen (1972:719)
18. ↑  4 kap. 1 § Expropriationslagen (1972:719)